# Tasmanian International 1999
Il Tasmanian International 1999 è stato un torneo di tennis giocato sul cemento. 
È stata la 6ª edizione del torneo, che fa parte della categoria Tier IVb nell'ambito del WTA Tour 1999.
Si è giocato al Hobart International Tennis Centre di Hobart in Australia, dall'11 al 16 gennaio 1999.

## Campionesse

### Singolare
Chanda Rubin ha battuto in finale  Rita Grande con il punteggio di 6–2, 6–3

### Doppio
Mariaan de Swardt /  Olena Tatarkova hanno battuto in finale  Alexia Dechaume-Balleret /  Émilie Loit con il punteggio di 6–1, 6–2